# Eine Frau ist eine Frau

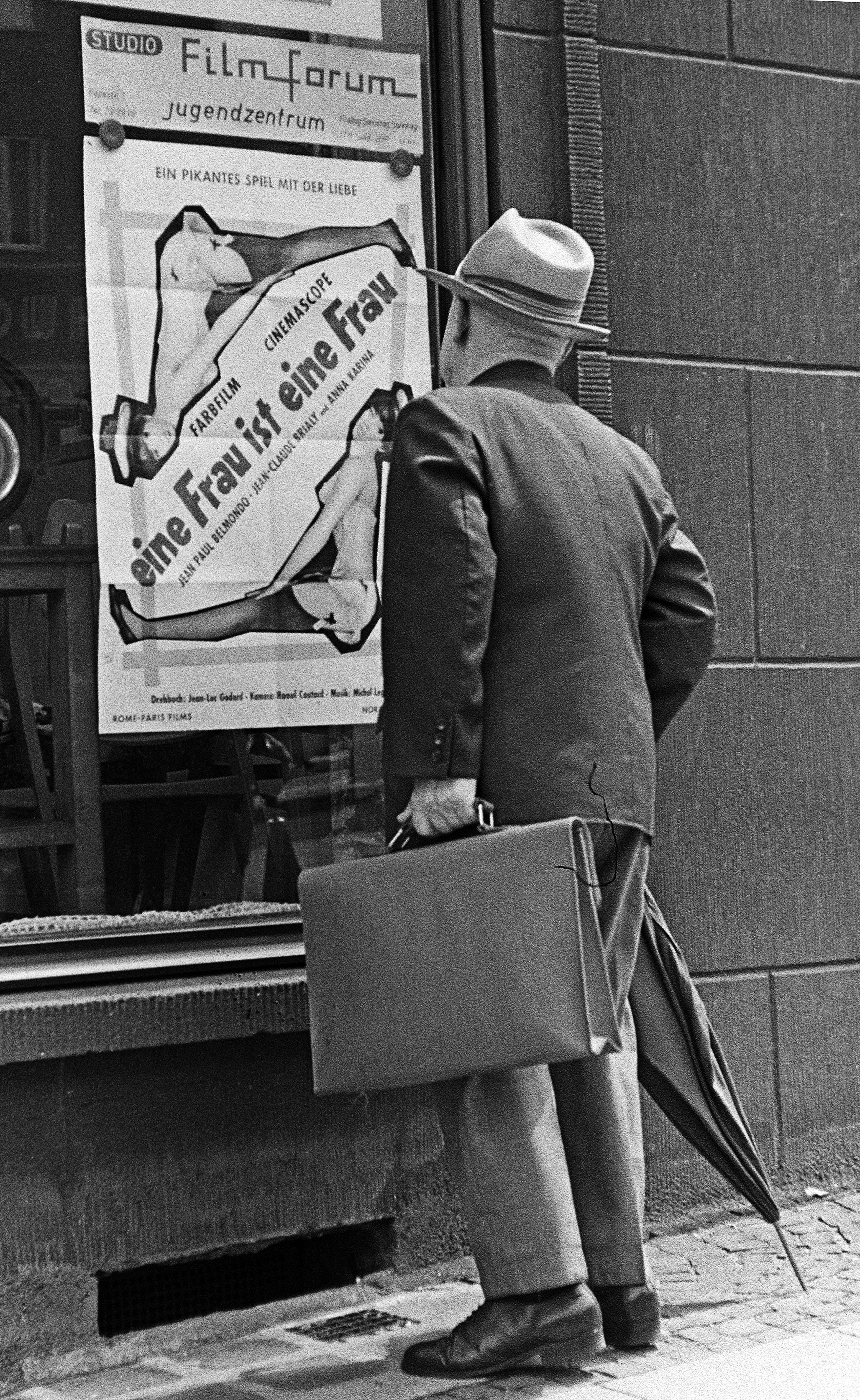
Plakatwerbung für Eine Frau ist eine Frau 1964 in Essen

Eine Frau ist eine Frau (Originaltitel: Une Femme est une Femme) ist eine französische musikalische Komödie im Stile der Nouvelle Vague von Jean-Luc Godard aus dem Jahre 1961. Es war der erste Spielfilm von Jean-Luc Godard, welcher in Cinemascope gedreht wurde, außerdem ist es sein erster Farbfilm. Der Film handelt von einer Burlesquetänzerin, Angela, welche einen unmittelbaren Kinderwunsch hegt; ihr Freund Émile aber will sich nicht so schnell darauf einlassen. Um ihr Ziel zu erreichen, droht Angela Émile, mit dessen bestem Freund Alfred ein Kind zu machen.

## Handlung
Der Buchhändler Émile und die Stripperin Angela führen scheinbar ein ganz normales Beziehungsleben mit all seinen Höhen und Tiefen. Als die junge Frau jedoch ihrem Freund aus heiterem Himmel offenbart, dass sie in den nächsten Stunden zu einer Mutter gemacht werden möchte, sackt Émile das Herz in die Hose und er zeigt sich nur wenig erfreut. Als sie jedoch darauf beharrt und meint, sie würde sich zur Not auch von ihrem gemeinsamen Freund Alfred, der schon seit längerem ein Auge auf Angela geworfen hat, schwängern lassen, reagiert Émile gleichgültig und erwidert im Zorn sogar, dass sie das ruhig machen solle, wenn es sie glücklich macht.

## Kritik
„Eine Frau ist eine Frau“ wurde, von den Kritikern, generell positiv aufgenommen. Der Film erreichte bei Rotten Tomatoes eine Bewertung von 82 % positive Kritiken. Bei Metacritic konnte ein Metascore von 71, basierend auf 11 Kritiken, erzielt werden.
Ty Burr vom Boston Globe meint, Eine Frau ist eine Frau sei „der spielerischste Film der französischen Nouvelle Vague, und es scheint auch der letzte Film von Jean-Luc Godard zu sein, bei welchem er Spaß hatte.“ („The most playful film to come out of the French New Wave, it's also the last time Jean-Luc Godard appeared to have any fun.“)
Das Lexikon des internationalen Films analysierte auch die filmischen Mittel; der Film, „Godards erster Versuch mit Direktton, Farbe und Cinemascope ist inspiriert vom Musical und von den Hollywoodkomödien der 30er Jahre. Godard kopiert jedoch die Vorbilder nicht naiv, sondern analysiert ihre Elemente (z. B. Musik, Farbe); ihn interessiert die erzählte Geschichte weniger als die Erzählmethode. Daher sprechen die Darsteller bisweilen direkt zum Publikum, daher erscheinen zum erstenmal gedruckte Wörter auf der Leinwand. Trotzdem wurde diese ‚Idee eines Musicals‘ (Godard) ein ganz und gar unernster Film.“

## Preise
- 11. Internationale Filmfestspiele Berlin[7]
  - Silberner Bär/Beste Darstellerin (Anna Karina – gewonnen)
  - Silberner Bär/Preis der Jury (gewonnen)
  - Goldener Bär (nominiert)